# 4+
4+ è un'emittente televisiva privata generalista della Svizzera tedesca.

## Storia
4+ trasmette dalle 20:15 del 9 ottobre 2012 ed è indirizzato al target 15-49 anni.

## Programmazione
Mentre la programmazione di 3+ si basa essenzialmente su produzioni originali del canale e serie tv estere, 4+ è focalizzato principalmente sulla diffusione di film.

### Serie televisive
- 2 Broke Girls
- Body of Proof
- Castle - Detective tra le righe
- Cougar Town
- CSI: Las Vegas
- CSI: New York
- Eleventh Hour
- Ghost Whisperer
- How I Met Your Mother
- Human Target
- Modern Family
- New Girl
- Once Upon a Time
- Rookie Blue
- Scrubs
- The Big Bang Theory
- The Walking Dead
- White Collar

## Diffusione
4+ è trasmesso unicamente via cavo nella Svizzera tedesca, parte integrante dell'offerta digitale cablata della UPC Cablecom. Nella programmazione sulla sua rete, UPC Cablecom ha spostato SWR per posizionarvi 4+.